# 상동 (목포시)
상동(上洞)은 전라남도 목포시의 행정 구역이다.

## 개요
본래 상동 지역은 목포부(시) 이로면의 지역으로 예부터 내려온 구전에 의하면 하당을 창꼬지라 하였는데 창꽃 위쪽에 있다 하여 윗마을, 윗동네 또는 상리라 칭하였다. 1994년 7월 6일 목포시 규칙 제1137호에 의거 상동으로 분동되어 오늘에 이르고 있다.
상동은 다수의 공동주택과 공단 및 농촌이 혼재하는 복합지역 어려운 계층의 집단거주로 복지수요가 높은 지역이다.

## 연혁
- 1963년 1월 1일 목포시에 편입 (이로동)
- 1994년 7월 6일 이로동이 상동과 용해동으로 분동
- 1997년 1월 1일 상동을 상동, 하당동, 신흥동으로 분리
- 2000년 9월 1일 동 기능전환으로 청사내에「상동문화의 집」개소
- 2004년 2월 6일 통반조정으로 32개통에서 35개통 으로증
- 2005년 9월 1일 통반조정으로 35개통에서 37통으로 증
- 2007년 7월 1일 통반조정으로 37개통에서 40통으로 증

## 아파트
| 단지명                 | 건설사                | 시행사                | 주소                      | 입주        | 비고     |
| ---------------------- | --------------------- | --------------------- | ------------------------- | ----------- | -------- |
| 상동 호반리젠시빌      | 리젠시빌㈜            | 리젠시빌㈜            | 영산로535번길 6 (상동)    | 2002년 8월  |          |
| 석현동 금호어울림      | 금호산업              | ㈜하이-홈             | 텃골로33번길 53 (석현동)  | 2007년 11월 |          |
| 우진아트빌             | ㈜우진건설 ㈜우진산업 | ㈜우진건설 ㈜우진산업 |                           | 2003년 9월  |          |
| 석현 대성사랑으로      | 대성에이스건설㈜      | 대성건설㈜            |                           | 2003년 5월  |          |
| 석현 케이디빌리앙뜨    | 케이디건설㈜          | 빌리앙뜨㈜            | 옥암로 174 (석현동)       | 2007년 7월  |          |
| 광명샤인빌 1차         | (합)광명주택          | (합)광명주택          |                           | 2002년 9월  |          |
| 광명샤인빌 2차         | (합)광명주택          | (합)광명주택          | 옥암로 165 (상동)         | 2004년 10월 |          |
| 상동현대               | 현대건설              | 현대건설              | 상동로 33 (상동)          | 1996년 3월  |          |
| 석현 한국아델리움 더숲 | ㈜한국건설            | 한국주택건설㈜        | 영산로609번길 30 (석현동) | 2022년 1월  | 민간임대 |
| 라송센트럴카운티 3차   | 한토건설㈜            | ㈜라송산업            |                           | 2019년 5월  | 민간임대 |
| 라송센트럴카운티 5차   | 한토건설㈜            | ㈜라송산업            |                           | 2020년 6월  | 민간임대 |

## 대형마트
- 롯데마트 맥스 목포점

## 주요 시설
- 상동행정복지센터
- 하당동행정복지센터
- 신흥동행정복지센터
- 상동파출소
- 이로파출소
- 하당지구대
- 하당동우체국
- 전라남도목포교육지원청